# Danilo Petrucci
Danilo Carlo Petrucci (Terni, 24 oktober 1990) is een Italiaans motorcoureur.

## Carrière
Petrucci's internationale carrière begon in 2007 met het Europees Superstock 600 kampioenschap, waar hij met Yamaha reed en in drie races aan de start verscheen en met 8 punten op de 27e in het algemeen klassement eindigde. In 2008 wist hij twee keer op poleposition te komen en werd uiteindelijk 7e in het klassement. De eerste overwinning behaalde Petrucci tijdens de eerste race van het seizoen 2009 in Spanje. Met nog twee andere overwinningen en twee tweede plaatsen eindigde hij uiteindelijk vierde aan het eind van het seizoen.
In 2010 maakte Petrucci de overstap naar het Europees kampioenschap Superstock 1000 en kwam uit op een Kawasaki. Zij beste resultaat was de vijfde plek in Italië. Het jaar daarop, in 2011, maakte Petrucci de overstap naar Ducati en kon vier keer als eerste de meet bereiken en werd daarmee vice-kampioen.

### MotoGP

#### Ioda
In 2012 maakte Petrucci de overstap naar het wereldkampioenschap wegrace om uit te komen in de MotoGP-klasse bij het Ioda Team. Hierbij reed hij op een CRT motor met een Ioda chassis en Aprilia RSV4 motor. Echter werd er halverwege het seizoen uitgeweken naar een chassis van Suter en motor van BMW. Tijdens zijn eerste MotoGP seizoen werd hij 19e.
Ioda bleef in 2013 rijden met de Suter/BMW combinatie en werd er nu met twee motoren gereden in plaats van een. Naast Danilo Petrucci was nu ook Lukáš Pešek onderdeel van het team. Petrucci werd uiteindelijk 17e in het kampioenschap.
Petrucci bleef in 2014 uitkomen voor Ioda, maar er werd weer met één motor gereden gedurende dit seizoen en viel terug op Aprilia machines. Door een blessure, opgelopen tijdens de warm-up voor de Grand Prix van Spanje, werd Petrucci voor ronde 6 en 7 vervangen door Michel Fabrizio. Tijdens de TT van Assen was Petrucci er weer bij. Petrucci zou het seizoen 20e worden.

#### Pramac
Op 1 oktober 2014 werd bekend dat Petrucci in 2015 voor Pramac Racing uit zou komen, om de naar het Ducati fabrieksteam vertokken Andrea Iannone te vervangen. Tijdens zijn eerste jaar bij zijn nieuwe team wist hij tevens zijn eerste podium te behalen tijdens de Grand Prix van Engeland. Na als achttiende te hebben gestart, wist Petrucci zijn weg te vinden naar de tweede plaats om vervolgens net achter Valentino Rossi te finishen. 
In 2016 miste Petrucci de eerste 4 wedstrijden door een gebroken hand, opgelopen tijdens een pre-season testing crash bij Phillip Island. Ook tijdens dit seizoen maakte Petrucci zijn rentree tijdens de TT in Assen. 

#### Ducati
In 2019 maakte Petrucci de overstap naar het fabrieksteam van Ducati, waar hij de teamgenoot werd van Andrea Dovizioso. Tijdens zijn thuisrace behaalde hij zijn eerste MotoGP-zege. Met 176 punten kende hij zijn beste seizoen in de klasse, die hij op de zesde plaats in de eindstand afsloot.
In 2020 won Petrucci zijn tweede MotoGP-race onder natte omstandigheden tijdens de Grand Prix van Frankrijk. In de rest van het seizoen wist hij echter niet in de top 6 te finishen en hij werd met 78 punten twaalfde in het eindklassement.

#### Tech 3
In 2021 stapte Petrucci binnen de MotoGP over naar het team Tech 3, dat met KTM-motoren reed. Hij werd hier de teamgenoot van Iker Lecuona. Hij kende een zwaar seizoen, waarin hij slechts drie top 10-finishes behaalde, met een vijfde plaats in Frankrijk als hoogtepunt. Na afloop van het seizoen vertrok hij uit de MotoGP om deel te nemen aan de Dakar-rally.

### Na de MotoGP
In de Dakar-rally 2022 viel hij op zijn KTM in de tweede etappe uit met pech en moest geëvacueerd worden met een helikopter. Met een tijdstraf van bijna 12 uur vervolgde hij de rally en wist de vijfde etappe te winnen nadat na afloop zijn teamgenoot Toby Price een tijdstraf kreeg. Hij eindigde als negentigste in het eindklassement. Petrucci reed het seizoen 2022 in de MotoAmerica Superbike Championship voor Warhorse HSBK Racing Ducati New York als enige rijder in het veld op een Ducati. Daar won hij direct de eerste twee races op COTA en was tot de laatste race een kandidaat voor de eindzege die uiteindelijk naar titelhouder Jacob Gagne ging. In oktober 2022 maakt hij zijn rentree in de MotoGP voor Team Suzuki Ecstar tijdens de Grand Prix-wegrace van Thailand als vervanger voor Joan Mir.

## Statistieken

### Grand Prix

#### Per seizoen
| Seizoen | Klasse | Motor      | Team                     | Races | Winst | Podiums | Poles | SR | Ptn | Pos |
| ------- | ------ | ---------- | ------------------------ | ----- | ----- | ------- | ----- | -- | --- | --- |
| 2012    | MotoGP | Ioda       | Came IodaRacing Project  | 12    | 0     | 0       | 0     | 0  | 9   | 19e |
| 2012    | MotoGP | Ioda-Suter | Came IodaRacing Project  | 6     | 0     | 0       | 0     | 0  | 18  | 19e |
| 2013    | MotoGP | Ioda-Suter | Came IodaRacing Project  | 18    | 0     | 0       | 0     | 0  | 26  | 17e |
| 2014    | MotoGP | ART        | Octo IodaRacing Team     | 14    | 0     | 0       | 0     | 0  | 17  | 20e |
| 2015    | MotoGP | Ducati     | Octo Pramac Racing       | 18    | 0     | 1       | 0     | 0  | 113 | 10e |
| 2016    | MotoGP | Ducati     | Octo Pramac Yakhnich     | 14    | 0     | 0       | 0     | 1  | 75  | 14e |
| 2017    | MotoGP | Ducati     | Octo Pramac Racing       | 18    | 0     | 4       | 0     | 0  | 124 | 8e  |
| 2018    | MotoGP | Ducati     | Alma Pramac Racing       | 18    | 0     | 1       | 0     | 1  | 144 | 8e  |
| 2019    | MotoGP | Ducati     | Ducati Team              | 19    | 1     | 3       | 0     | 0  | 176 | 6e  |
| 2020    | MotoGP | Ducati     | Ducati Team              | 14    | 1     | 1       | 0     | 0  | 78  | 12e |
| 2021    | MotoGP | KTM        | Tech3 KTM Factory Racing | 18    | 0     | 0       | 0     | 0  | 37  | 21e |
| 2022    | MotoGP | Suzuki     | Team Suzuki Ecstar       | 1     | 0     | 0       | 0     | 0  | 0   | 30e |
| 2023    | MotoGP | Ducati     | Ducati Lenovo Team       | 1     | 0     | 0       | 0     | 0  | 5   | 28e |
| Totaal  | Totaal | Totaal     | Totaal                   | 171   | 2     | 10      | 0     | 2  | 822 |     |

#### Per klasse
| Klasse | Seizoenen | 1e GP      | 1e podium             | 1e winst    | Races | Winst | Podiums | Poles | SR | Ptn | Kampioen |
| ------ | --------- | ---------- | --------------------- | ----------- | ----- | ----- | ------- | ----- | -- | --- | -------- |
| MotoGP | 2012-2023 | Qatar 2012 | Groot-Brittannië 2015 | Italië 2019 | 171   | 2     | 10      | 0     | 2  | 822 | 0        |
| Totaal | 2012-2023 | 2012-2023  | 2012-2023             | 2012-2023   | 171   | 2     | 10      | 0     | 2  | 822 | 0        |

#### Races per jaar
(vetgedrukt betekent pole positie; cursief betekent snelste ronde)
| Jaar | Klasse | Motor      | 1       | 2       | 3       | 4       | 5       | 6      | 7       | 8       | 9       | 10      | 11      | 12      | 13      | 14      | 15      | 16      | 17      | 18     | 19      | 20  | Pos | Ptn |
| ---- | ------ | ---------- | ------- | ------- | ------- | ------- | ------- | ------ | ------- | ------- | ------- | ------- | ------- | ------- | ------- | ------- | ------- | ------- | ------- | ------ | ------- | --- | --- | --- |
| 2012 | MotoGP | Ioda       | QAT DNF | SPA 13  | POR 15  | FRA DNF | CAT 19  | GBR 17 | NED DNF | DUI 11  | ITA 17  | VST DNF | INP DNF | TSJ DNF |         |         |         |         |         |        |         |     | 19  | 27  |
| 2012 | MotoGP | Ioda-Suter |         |         |         |         |         |        |         |         |         |         |         |         | SMR 14  | ARA 17  | JPN DNF | MAL 11  | AUS 13  | VAL 8  |         |     | 19  | 27  |
| 2013 | MotoGP | Ioda-Suter | QAT DNF | AME DNF | SPA 14  | FRA 14  | ITA 12  | CAT 11 | NED 16  | DUI 14  | VST 13  | INP 17  | TSJ 13  | GBR 15  | SMR 15  | ARA DNF | MAL 16  | AUS 15  | JPN 18  | VAL 14 |         |     | 17  | 26  |
| 2014 | MotoGP | ART        | QAT 14  | AME 17  | ARG DNF | SPA DNS | FRA     | ITA    | CAT     | NED 15  | DUI 15  | INP DNF | TSJ DNF | GBR 18  | SMR DNF | ARA 11  | JPN DNF | AUS 12  | MAL DNF | VAL 12 |         |     | 20  | 17  |
| 2015 | MotoGP | Ducati     | QAT 12  | AME 10  | ARG 11  | SPA 12  | FRA 10  | ITA 9  | CAT 9   | NED 11  | DUI 9   | INP 10  | TSJ 10  | GBR 2   | SMR 6   | ARA DNF | JPN DNF | AUS 12  | MAL 6   | VAL 10 |         |     | 10  | 113 |
| 2016 | MotoGP | Ducati     | QAT DNS | ARG     | AME     | SPA     | FRA 7   | ITA 8  | CAT 9   | NED DNF | DUI DNF | OOS 11  | TSJ 7   | GBR 9   | SMR 11  | ARA 17  | JPN 8   | AUS 9   | MAL 10  | VAL 12 |         |     | 14  | 75  |
| 2017 | MotoGP | Ducati     | QAT DNF | ARG 7   | AME 8   | SPA 7   | FRA DNF | ITA 3  | CAT DNF | NED 2   | DUI 12  | TSJ 7   | OOS DNF | GBR DNF | SMR 2   | ARA 20  | JPN 3   | AUS 21  | MAL 6   | VAL 13 |         |     | 8   | 124 |
| 2018 | MotoGP | Ducati     | QAT 5   | ARG 10  | AME 12  | SPA 4   | FRA 2   | ITA 7  | CAT 8   | NED DNF | DUI 4   | TSJ 6   | OOS 5   | GBR C   | SMR 11  | ARA 7   | THA 9   | JPN 9   | AUS 12  | MAL 9  | VAL DNF |     | 8   | 144 |
| 2019 | MotoGP | Ducati     | QAT 6   | ARG 6   | AME 6   | SPA 5   | FRA 3   | ITA 1  | CAT 3   | NED 6   | DUI 4   | TSJ 8   | OOS 9   | GBR 7   | SMR 10  | ARA 12  | THA 9   | JPN 9   | AUS DNF | MAL 9  | VAL DNF |     | 6   | 176 |
| 2020 | MotoGP | Ducati     | SPA 9   | AND DNF | TSJ 12  | OOS 7   | STI 11  | SMR 16 | EMI 10  | CAT 8   | FRA 1   | ARA 15  | TER 10  | EUR 10  | VAL 15  | POR 16  |         |         |         |        |         |     | 12  | 78  |
| 2021 | MotoGP | KTM        | QAT DNF | DOH 19  | POR 13  | SPA 14  | FRA 5   | ITA 9  | CAT DNF | DUI DNF | NED 13  | STI 18  | OOS 12  | GBR 10  | ARA 15  | SMR 16  | AME 18  | EMI DNF | ALG DNF | VAL 18 |         |     | 21  | 37  |
| 2022 | MotoGP | Suzuki     | QAT     | INA     | ARG     | AME     | POR     | SPA    | FRA     | ITA     | CAT     | DUI     | NED     | GBR     | OOS     | SMR     | ARA     | JPN     | THA 20  | AUS    | MAL     | VAL | 30  | 0   |
| 2023 | MotoGP | Ducati     | POR     | ARG     | AME     | SPA     | FRA 11  | ITA    | DUI     | NED     | GBR     | OOS     | CAT     | SMR     | IND     | JPN     | INA     | AUS     | THA     | MAL    | QAT     | VAL | 28  | 5   |